# Burgruine Rabeneck
Die Burgruine Rabeneck, auch Dillweißenstein genannt, historisch eigentlich Burg Weißenstein, ist die Ruine einer Burg im Stadtteil Dillweißenstein (Kräheneckstraße 4) der Stadt Pforzheim in Baden-Württemberg. 
Der für die Burg verwandte Name Rabeneck ist nicht historischen Ursprungs. Die Burgruine hat weder etwas mit der Burg Rabeneck noch mit dem gleichnamigen Patriziergeschlecht zu tun. Vor 1835 war ausschließlich der Name Burg Weißenstein gebräuchlich, danach begann sich Rabeneck durchzusetzen. Heute wird die durch Neubauten ergänzte Burgruine als Gaststätte und Jugendherberge genutzt.

## Geschichte und Anlage
Die Burg wurde um 1240 von den Herren von Weißenstein erbaut und bis 1295 bewohnt. Knapp 300 Meter Luftlinie entfernt liegt auf einem Bergsporn die Ruine der Burg Kräheneck, welche vermutlich Verteidigungsburg für Rabeneck war. In der folgenden Zeit ist die Burg unter häufig wechselnder Lehnsherrschaft erwähnt. Die Herren von Weißenstein standen im Lehensverhältnis zu den Markgrafen von Baden. Weitere Lehensträger nach 1444 waren die Herren von Kaltental, die Herren von Ehingen und die Herren von Neuhausen. Ende des 16. Jahrhunderts fiel die Burg an Martin von Remchingen.
1649 erwarb ein Bürger die Burg und nutzte sie mit amtlicher Genehmigung als Steinbruch. Rabeneck war eine gestreckt-trapezförmige kleine Anlage mit Resten eines ehemaligen viergeschossigen Wohnhauses. Die Ausschlachtung der Ruine wurde erst 1855 gestoppt, als der badische Staat die Reste erwarb. Das geschah vermutlich auf Initiative des Ingenieurs Ludwig Naeher, der sich sehr stark denkmalschützerisch engagierte.
1877 wurden als bauliche Sicherungsmaßnahmen Stützpfeiler eingebaut. 1885 wurden nochmal einige Teile gesichert und teilabgerissen.
Nachdem die Stadt Pforzheim die Ruine, die noch Mauerreste des Palas und der Schildmauer zeigt, erworben hatte, wurde sie in den Jahren 1958 bis 1959 zur Jugendherberge umgebaut. Der kubische Bau im Burghof entstand nach Plänen des städtischen Hochbauamts. Dieser Bau wurde durch einen deutlich größeren Neubau in den Jahren 1995 bis 1996 ersetzt. Die Pläne dafür stammen von Ralf Rinnebach vom städtischen Hochbauamt. Gleichzeitig wurden einige Ruinenmauern saniert. Die nördliche Zwingermauer wurde von 1997 bis 1998 instand gesetzt.
Ein 1958 verfüllter Gewölbekeller wurde beim Neubau wieder freigelegt und integriert. Ein Teil der Wehrmauer, der damals undokumentiert abgerissen wurde, konnte nicht rekonstruiert werden.